# Jiří Buriánek
Jiří Buriánek ( * 1. září 1956, Praha) je bývalý vysoký úředník v Evropské komisi českého původu.

## Život
Narodil se v Praze, s rodiči opustil ve svých dvanácti letech v srpnu 1968, po okupaci roku 1968, tehdejší Československo. Ke svému českému a pražskému původu se hlásí, i když k českému získal i německé občanství.
Na univerzitě v Pasově získal vysokoškolské vzdělání v oblasti evropského práva (Ph.D.) a později titul MBA v Bruselu, United Business Institutes  (2000) se zaměřením na informační technologie a telekomunikační politiku.

## Pracovní kariéra
V letech 1998–1993 pracoval pro německou poštu. V roce 1993 ho vyslala do Evropské komise jako národního experta pro oblast soutěže a liberalizace poštovních a telekomunikačních služeb. Od roku 1996 do roku 2001 byl generálním sekretářem PostEuropu . Poté započala jeho práce pro Evropskou Komisi. V letech 2001-2006 pracoval jako koordinátor ve Společném výzkumném středisku (JRC). Následovala práce pro Evropskou radu, kde byl v letech 2006–2014 v Generálním sekretariátu Evropské rady ředitelem v rúznych sekcích (konkurenceschopnost, průmysl, výzkum a informační společnost, energetika a vesmír 9.
V roce 2014 se stal generálním ředitelem Výboru regionů Evropské unie.
Do aktivního důchodu odešel v roce 2019.

## Ocenění
V roce 2018 ho server info.cz zařadil do seznamu padesáti nejvlivnějších Čechů, kteří se v Bruselu prosadili.